# Samsung Galaxy Note (řada)

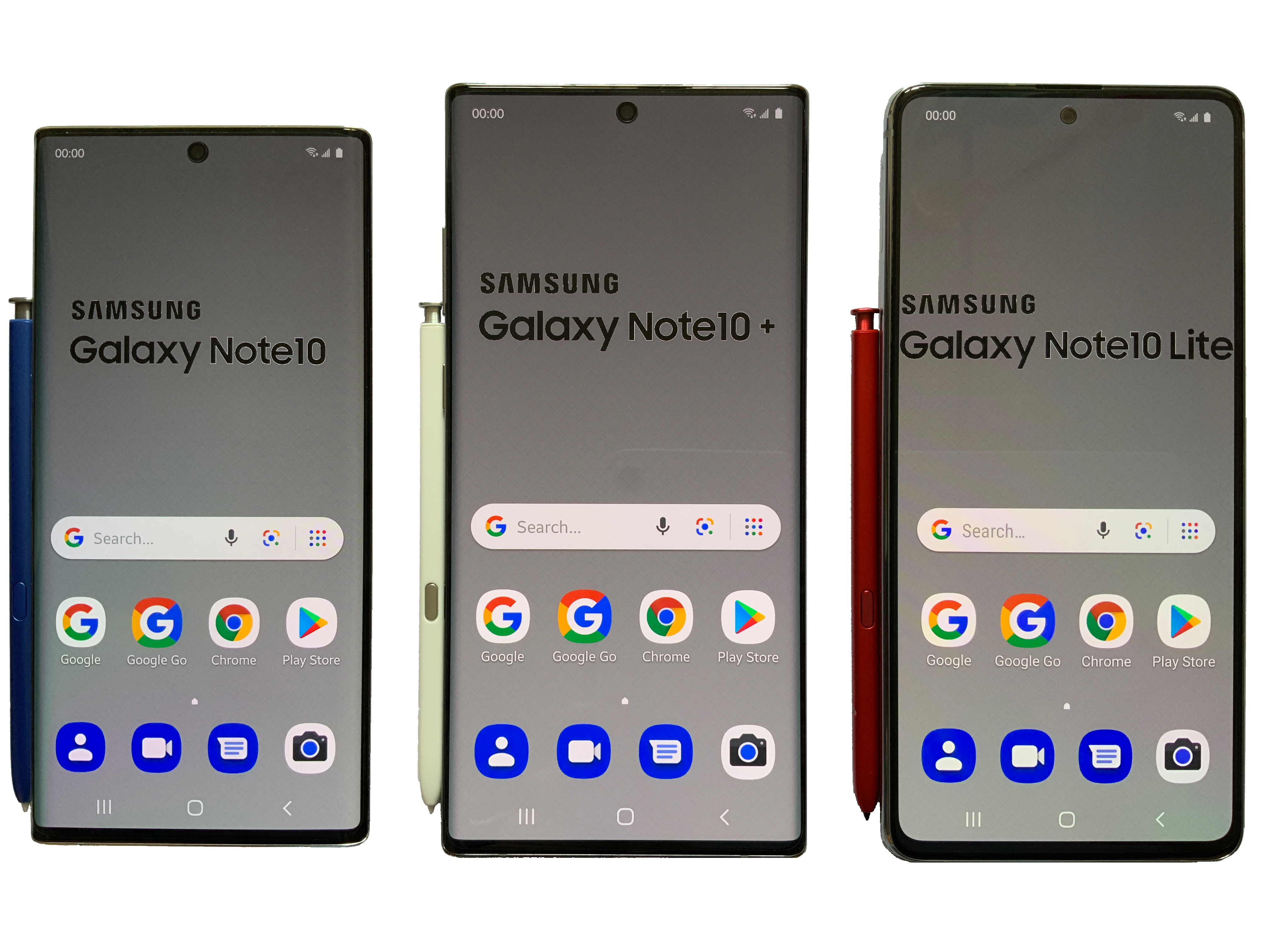
Telefony řady Samsung Galaxy Note S10

Galaxy Note byla řada mobilních telefonů jihokorejské značky Samsung běžící na operačním systému Android prodávaná od roku 2011. Byla vlajkovou lodí všech řad telefonů prodávaných touto firmou. Všechny smartphony této řady obsahují i chytré pero, tzv. S-Pen, kterým lze psát na obrazovku, jež následně text zpracuje. 
V roce 2021 společnost ukončila další vývoj modelu a řadu ukončila. Posledním modelem řady se tak stal Galaxy Note 20 vydaný v roce 2020. Funkce telefonů řady však do značné míry nahradil model Ultra řady Samsung Galaxy S.